# ザ・ピーナッツ トリビュート・ソングス
『ザ・ピーナッツ トリビュート・ソングス』（THE PEANUTS -TRIBUTE SONGS-）は、ザ・ピーナッツのトリビュート・アルバム。2016年9月7日にキングレコード（EVIL LINE RECORDSレーベル）からリリースされた。

## 概要
ザ・ピーナッツの代表曲12曲を、24人の女性アーティスト12組がコラボし、各々カバーしたものであり、各曲とも歌詞とメロディはオリジナルのままだが、アレンジに関しては現代風な趣向を目指したものになっている。
このアルバムの企画は伊藤エミが他界した2012年から始まり、2人の生誕75周年記念アルバムとして2016年夏のリリースを予定していたが、2016年5月18日に伊藤ユミが期せずして急逝し、発売は9月にずれこんだ。同年の第58回日本レコード大賞で企画賞を受賞。
本アルバム収録曲のザ・ピーナッツ自身によるオリジナル・バージョンを収録したアルバム『ザ・ピーナッツ オリジナル・ソングス』も同時発売された。『オリジナル・ソングス』にはボーナス・トラックとして1975年4月5日の「ザ・ピーナッツ ラスト・ライブ」（渋谷・NHKホール）のライブ音源から「恋のフーガ」、「情熱の砂漠〜さよならは突然に」、「浮気なあいつ」の3曲が追加収録されている。

## 収録曲
1. 恋のバカンス
歌 - FUNK THE PEANUTS（吉田美和・浦嶋りんこ）
編曲 - 中村正人
2. 恋のフーガ
歌 - ももいろクローバーZ（百田夏菜子・玉井詩織）
編曲 - 長谷川智樹
3. ふりむかないで
歌 - Little Glee Monster（アサヒ・manaka）
編曲 - 宮崎誠
4. 情熱の花
歌 - 相田翔子・森高千里
編曲 - 宮崎誠
5. 明日になれば
歌 - 矢井田瞳・植村花菜
編曲 - 宮崎誠
6. 恋のオフェリア
歌 - 鈴木亜美・藤本美貴
編曲 - 吉田建
7. モスラの歌
歌 - 中川翔子・平野綾
編曲 - R・O・N
8. 手編みの靴下
歌 - 夏川りみ・島谷ひとみ
編曲 - 橋本由香利
9. 指輪のあとに
歌 - 太田裕美・谷山浩子
編曲 - 長谷川智樹
10. 大阪の女
歌 - 森口博子・マルシア
編曲 - 長谷川智樹
11. ウナ・セラ・ディ東京
歌 - 岩崎宏美・石川ひとみ
編曲 - 長谷川智樹
12. 銀色の道
歌 - 華原朋美・misono
編曲 - 吉田建
13. スターダスト
歌 - ザ・ピーナッツ（伊藤エミ・伊藤ユミ）